# Tratwa

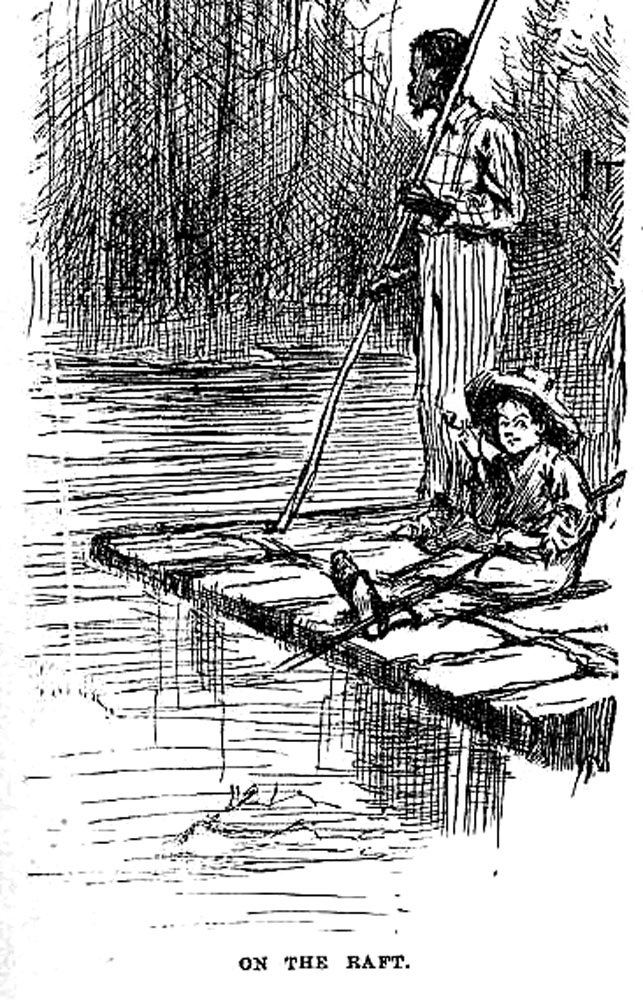
Tradycyjna tratwa

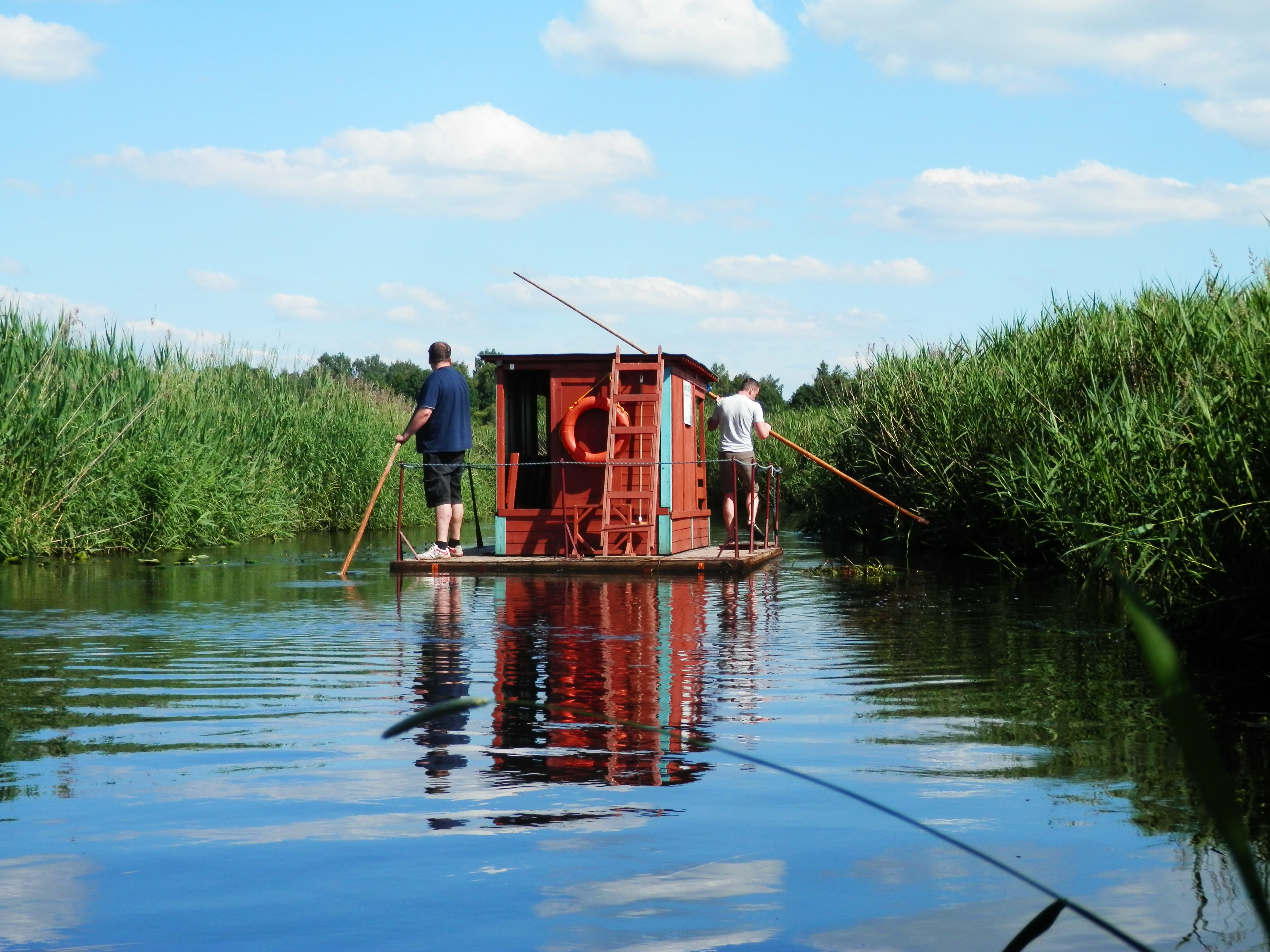
Tratwa na Biebrzy

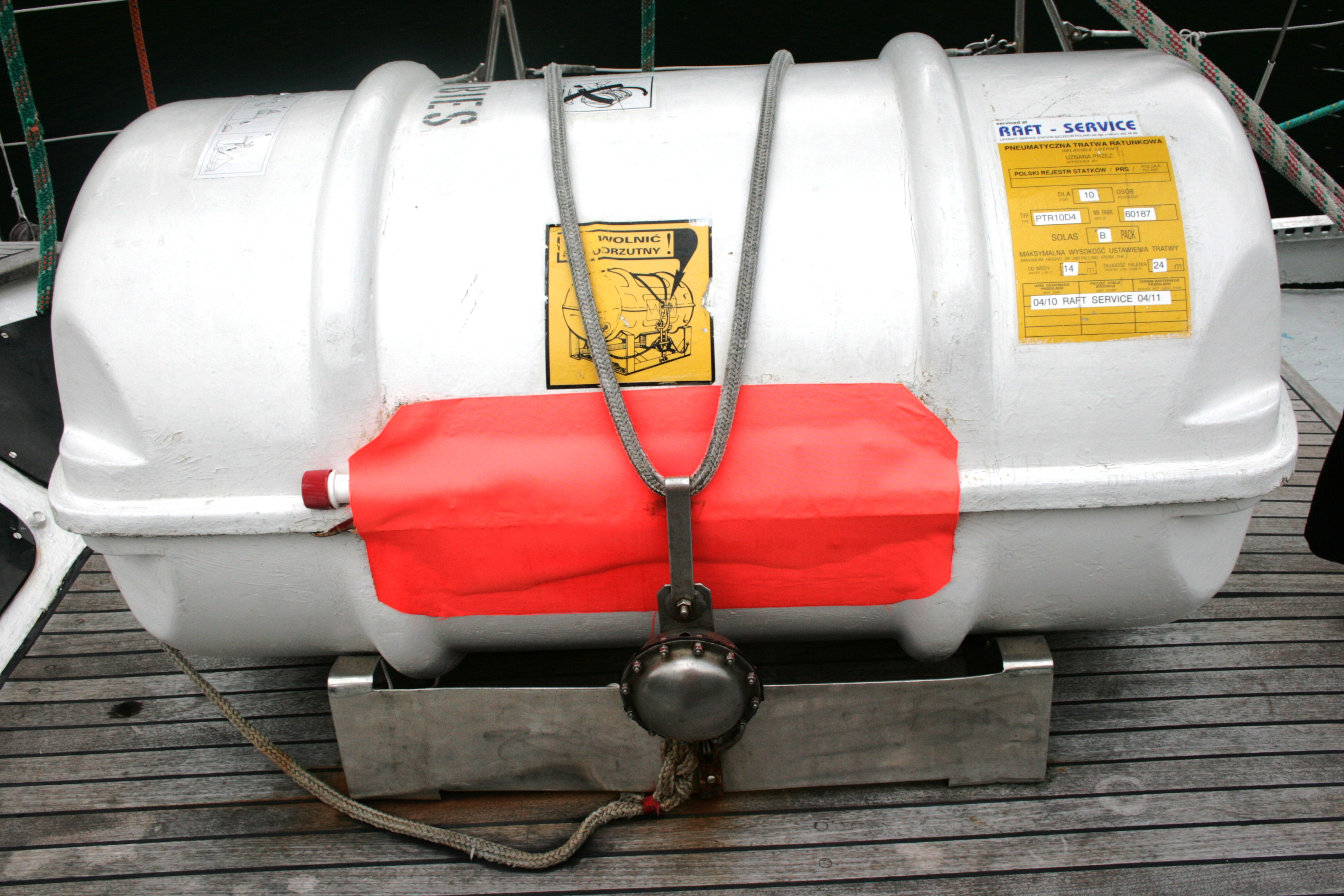
Pneumatyczna tratwa ratunkowa na s/y Bies

Tratwa – jakakolwiek płaska konstrukcja służąca podróżowaniu na wodzie. Najczęściej wygląda jak prosta łódź pozbawiona kadłuba. Tradycyjne bądź prymitywne tratwy są konstruowane z drewna bądź trzciny. Nowoczesne tratwy ratunkowe używają wytrzymałych, wielowarstwowych, impregnowanych materiałów. W zależności od rozmiaru mogą posiadać maszt lub inne elementy.

## Rodzaje tratew

### Prymitywna tratwa
Płaski statek rzeczny zrobiony z połączonych bali drewna, belek, pęków gałęzi, konarów lub trzciny, poruszający się z prądem rzeki lub za pomocą pycha. Ten typ tratwy był jednym z pierwszych pojazdów wodnych, który z uwagi na wielkość mógł być nazywany statkiem, chociaż z definicji nim nie jest.
Do czasów nowożytnych tratwy, wykonane z połączonych pni, wykorzystywane były przez flisaków, spławiających drewno w dół rzek.

### Tratwa ratunkowa
W trakcie II wojny światowej i później zaczęto wykorzystywać korkowe tratwy podczas akcji ratunkowych na morzu. W przeciwieństwie do tradycyjnych szalup mogły być one zwodowane bez użycia żurawików łodziowych, na co często nie było czasu. Dodatkowo były one bardziej odporne na odłamki bomb lotniczych. Wykorzystywano dwa typy tratw ratunkowych:
- typ sztywny, najczęściej wykonany z korka i gumowanego płótna, powszechnie stosowany podczas II wojny światowej  na okrętach i statkach handlowych
- pneumatyczne tratwy ratunkowe, tzw. 'dinghy' stosowany między innymi przez samoloty wykonujące loty nad morzem.

W drugiej połowie XX wieku wykształcił się standard pneumatycznej tratwy ratunkowej, przechowywanej na pokładzie w pojemniku z tworzywa sztucznego, wyposażonej w układ automatycznego napełniania po zwodowaniu. Typowa tratwa ma po napełnieniu kształt kolisty, wyposażona jest w daszek chroniący przed słońcem, zapas prowiantu i leków, urządzenia sygnalizacyjne i do odsalania wody morskiej.